# 泊松试验
Poisson試驗是每次只有兩種可能結果，但各次結果率可以不同的多次隨機試驗，即對于一系列獨立的隨机變{\displaystyle X_{1},...,X_{n}}而言，對{\displaystyle 1{\leq }i{\leq }n}有{\displaystyle Pr[X_{i}=1]\;=\;p_{i}}以及{\displaystyle Pr[X_{i}=0]\;=\;1-p_{i}}。
在Poisson試驗中，每次試驗都是一次伯努利試驗，但各次伯努利試驗是獨立的可以服從不同伯努利分佈的。